# Каменский, Евгений Семёнович
Евге́ний Семёнович Ка́менский (21 января 1848 года — 16 мая 1917 года, Петроград) — российский генерал от кавалерии.

## Военная карьера
По окончании курса во Втором Московском кадетском корпусе и Александровском военном училище, в 1865 году начал службу старшим корнетом в 3-м Смоленском уланском полку, откуда спустя пять лет был переведён в Лейб-гвардии Жандармский полевой полуэскадрон, с которым принял участие в Русско-турецкой войне. За отличие в переходе через Балканы был награждён орденом св. Станислава II степени с мечами.
Продолжал службу в составе той же части, неся обязанности по охране благоустройства и порядка во время лагерных сборов в Красном Селе, до 1893 года, когда был назначен командиром Второго драгунского Санкт-Петербургского генерал-фельдмаршала князя Меншикова полка. Написал историю первого лейб-Регимента, созданного Петром I, которая была издана в 1899 — 1900 годах в виде двух томов объёмом 1500 страниц с иллюстрациями и примечаниями.
Последующая служба была посвящена деятельности в интендантском ведомстве, где занимал должности помощника окружного интенданта Петроградского военного округа с 1896 года, когда был произведён в генерал-майоры, окружного интенданта Туркестанского военного округа (1899—1903) в чине генерал-лейтенанта, состоящего в распоряжении главного интенданта, окружного интенданта Киевского военного округа (1904—1905), помощника главного интенданта (1909). По состоянию здоровья вышел в отставку с производством в генералы от кавалерии.

## Общественная и литературная деятельность
В течение военное карьеры выполнил ряд служебных поручений по разработке вопросов специального технического характера, освещая их в литературе, преимущественно в «Разведчике», «Военном сборнике» и «Русском инвалиде». Особенно увлекался трудами по военной истории. Перевёл «Записки графа Ланжерона, 1806—1812 года», «Березинскую операцию» того же автора, «Заметки о причинах войны 1805 г.». В 1912 году в «Военно-историческом вестнике» было опубликовано «Дело о генерал-лейтенанте Пршибышевском», посвящённый истории Аустерлицкого сражения.
Принимал активное участие в создании Русского военно-исторического общества в 1907 году, был избран в состав его Совета. Трудился над печатью брошюр.